# The Problem of Pain
The Problem of Pain é um livro de 1940 escrito por Sir C. S. Lewis em que ele procura responder racionalmente sobre a visão cristã acerca do sofrimento. O livro é uma teodiceia, um modo de conciliar a fé cristã ortodoxa em um Deus justo, amoroso e onipotente com a dor e o sofrimento.